# 베겔린
베겔린(Wegelin)은 스위스의 가장 오래된 은행으로, 세계에서는 13번째로 오래되었다. 장크트갈렌에 본사가 있다. 2012년 2월, 미국 연방검찰은 베겔린의 직원 3명을 탈세 자금을 예치했다는 이유로 기소했으며, 2013년 베겔린은 막대한 벌금을 내고 폐업하게 되었다.